# Gnophos culminata
Gnophos culminata là một loài bướm đêm trong họ Geometridae.